# Report de voix
Un report de voix est un processus électoral par lequel des votants ayant plébiscité un candidat ou une liste de candidats lors d'un vote donné choisissent un autre candidat ou une autre liste lors d'un vote suivant où ce candidat ou cette liste ne sont plus présents. 

## Définition
Le site du dictionnaire Larousse présente le report comme une « action de reporter sur quelque chose, quelqu'un d'autre » et cite en exemple le report de voix.

## Usage
Le terme est particulièrement employé lors de scrutins à plusieurs tours au cours desquels il arrive qu'un candidat ou une formation éliminée lors des premiers tours demande à son électorat de voter, désormais, pour un candidat ou un parti qu'ils désignent nommément : le report de voix est dit bon lorsqu'une importante proportion des votants concernés suivent cette consigne de vote et sollicitent le candidat ou la liste spécifiés. 
Le terme est souvent utilisé en France, notamment à l'occasion des élections présidentielles (cf Front Républicain), notamment pour faire barrage à un des deux candidats, plus qu'un soutien à l'autre.